# Арсений Великий
Арсе́ний Вели́кий (греч. Αρσένιος Ερημίτης; 354, Рим — 449) — христианский святой, почитаемый в лике преподобных. Память совершается в Православной церкви 8 мая (по юлианскому календарю), в Католической церкви 19 июля. Сочинения Арсения включены в 66-й том Patrologia Graeca. Основные сведения о святом содержатся в сборнике Apophthegmata Patrum.

## Жизнеописание
Арсений родился в 354 году в Риме, в христианской семье, получил хорошее образование, изучил латинский и греческий языки. Будучи юношей стал клириком одной из римских церквей, был рукоположён в диаконы. Согласно житию, слава об образованности Арсения достигла Константинополя, и император Феодосий поручил ему воспитание своих сыновей Аркадия и Гонория. Арсений, не желавший покидать Рим, по настоянию папы Дамасия в 29 лет оставил церковное служение и уехал в Константинополь.
В Константинополе Арсений тяготился императорским двором и, мечтая о монашестве, в 394 году тайно сел на корабль, следовавший в Александрию. Там он удалился в Скитскую пустыню, где в одном из монастырей стал учеником преподобного Иоанна Колова. Перед тем как принять Арсения в число братии, Иоанн решил испытать его смирение:

Братия села за стол, но Арсений стоял, потому что никто не приглашал его садиться. Братия начали вкушать пишу, но Арсений не ел ничего и все время стоял, опустив голову вниз… Старец же Иоанн взял один из сухарей, предложенных для трапезы, и бросил Арсению, сказав: «Ешь, если хочешь».
Между тем Арсений думал про себя так: «Этот старец — ангел Божий и прозорливец, потому что он знает, что я хуже пса; поэтому и сухарь бросил он мне как псу; по той же причине я должен и съесть его, как пёс». И наклонившись до земли, он пошёл на четвереньках, как четвероногое животное, к сухарю, взял его прямо ртом, затем отошёл с ним в угол и там съел его лёжа на земле.
Блаженный Иоанн, видя такое смирение святого Арсения, сказал пресвитерам: «Он будет великим подвижником».
— Димитрий Ростовский. Жития святых (8 мая)
Арсения постригли в монашество, и вскоре он ушёл в затвор, где предался аскетическим подвигам, выходя к монастырской братии только для участия в богослужении. Получил известность среди египетского монашества за свою добродетельную жизнь и наставления о монашестве, которые были записаны его учениками. Также Арсению принадлежит толкование на Евангелие от Луки.
Арсений скончался в возрасте 95 лет. Согласно житию, «по внешнему виду преподобный был благообразен, как ангел; был сед, красив телом, худ от великого воздержания, бороду имел до пояса; имел очи впалые от постоянного плача; был высок ростом, но сгорблен от старости».